# Chien noir (chanteur)
Pour les articles homonymes, voir Chien noir.
Jean Grillet dit chien noir, né en 1985 à Pau, est un auteur-compositeur-interprète français. Il est signé chez Naïve depuis 2020.
Lauréat des chantiers des Francofolies 2020/2021 et du Fair 2021, chien noir est nommé aux Victoires de la musique 2022 dans la catégorie Révélation masculine,.
Son premier album "Apollo" est paru le 13 octobre 2023 sur le label naïve records

## Biographie

### Enfance et prémices
Jean a commencé la musique dès son plus jeune âge à Bordeaux. Formé au conservatoire en électroacoustique, il a d'abord commencé le piano à 6 ans, la guitare à 13 ans et c’est à cet âge qu’il a commencé à écrire des chansons. Jean a débuté dans le groupe A Call At Nausicaa aux rôles de chanteur et guitariste. C'est alors qu'il rencontre pour la première fois Mark Daumail et commence à collaborer avec lui.
En 2019, il crée son premier projet solo chien noir, nommé d'après un pirate de L'Île au trésor de Robert Louis Stevenson. Un projet qu'il situe entre Sufjan Stevens et Kanye West.

### Début, premiers EPs et premier album
Après plusieurs mois de travail, chien noir signe en juin 2020 chez le label Naïve Records (le label de M83, Jeanne Added, Yseult et P.R2B notamment) et publie son premier titre Quelle Importance. Ce titre est le premier de sa collaboration avec Mark Daumail, du groupe Cocoon, avec qui il travaillera sur tout son premier EP.
Le 29 octobre 2020, il publie son second titre Lumière Bleue et son premier clip réalisé par Superette.
Le 23 février 2021, chien noir dévoile Histoire vraie, le troisième extrait de son EP. Un titre piano-voix de nouveau mis en images par Superette.
Le 19 mai 2021 marque la sortie de son premier EP "Histoires vraies", un EP de pop française qui lui permettra de réaliser plusieurs dates en France, dont des premières partie de Keren Ann, Yseult, Kimberose, Pomme, Rover...
Son titre Histoire vraie est utilisé dans une publicité Deux frères de La Redoute, réalisée par Géraldine Nakache.
Le 15 décembre 2021, chien noir sort le titre Je regarde à côté.
Le 16 septembre 2022, chien noir sort son second EP Beaux.
Le 31 mai 2023, chien noir dévoile "Je veux, je veux, je veux", 1er extrait de son 1er album à venir. Suivi quelques semaines plus tard par le second extrait "À quoi pensait-elle", balade acoustique intime sortie le 20 juillet, en hommage à sa mère et inspirée par Jean-Jacques Goldman. 
Le 6 septembre 2023, l'artiste annonce la sortie de son premier album "Apollo", prévue pour le 13 octobre, sur lequel on retrouve le titre "Ne parle pas" en duo avec Clou. Un projet de 12 titres entre pop française sentimentale, éléctro, folk, que chien noir défend sur scène en live dans toute la France, notamment en première partie de Christophe Willem et Claudio Capéo. 

### Collaborations
En parallèle, Jean Grillet compose et coécrit avec Bertrand Belin ou Mark Daumail pour des artistes comme Vanessa Paradis, HollySiz, Cocoon… Il a coécrit le titre Vague à l'âme sœur de Vanessa Paradis. Il écrit et compose Au temps pour nous pour l'album Panorama de Christophe Willem.

## Discographie

### Singles
- 2020 : Quelle importance
- 2020 : Lumière bleue
- 2021 : Histoire vraie
- 2021 : Histoire vraie (featuring P.R2B)
- 2021 : Je regarde à côté
- 2022 : Échappées belles
- 2022 : Beaux
- 2023 : Je veux, je veux, je veux
- 2023 : A quoi pensait-elle
- 2023 : Ton coeur
- 2023 : Julia

## Distinctions
- Chantiers des Francofolies : Lauréat 2020 et 2021[26].
- Le fair : Lauréat 2021[27].
- VEVO : Artist NEWCOMER 2022[28]
- Victoires de la musique 2022 : nommé dans la catégorie "Révélation masculine"[1].